# Jadwiga Fabrycy
Jadwiga Fabrycy, z domu Pawlewska (ur. 21 marca 1888 we Lwowie, zm. 4 maja 1971 w Londynie) – polska działaczka społeczna.

## Życiorys
Córka profesora chemii Bronisława Pawlewskiego i Henryki z domu Michałowskiej (cioteczna siostra Marii Skłodowskiej-Curie). Jej rodzeństwem byli Tadeusz (1890-1970, taternik) i Irena (1892-1982, działaczka społeczna, taterniczka wysokogórska, inicjatorka kobiecej turystyki wysokogórskiej, po pierwszym mężu Fabrycy, drugi mąż Jerzy Szydłowski, ofiara zbrodni katyńskiej).
21 listopada 1911 we Lwowie jej mężem został Kazimierz Fabrycy (1888-1958, późniejszy generał dywizji Wojska Polskiego), z którym miała córkę Jadwigę (ur. 1916-1951, po mężu Horoch) i syna (1919-2004).
W 1938 otrzymała Krzyż Oficerski Orderu Odrodzenia Polski.
Pełniła funkcję przewodniczącego Stowarzyszenia „Rodzina Wojskowa” od 1929.
W 1936 objęła protektorat nad zbiórką pieniężną na rzecz Cmentarza Obrońców Lwowa.